# Adelotremus leptus
La especie Adelotremus leptus es la única del género Adelotremus perteneciente a la familia de los blénidos, peces marinos del orden Perciformes.
Su nombre procede del griego: adelos (oculto) + trema (agujero) + leptus (cinta delgada), referido todo ello a que tienen el cuerpo delgado en forma de cinta y se esconden en el interior del tubo calcáreo de gusanos poliquetos.

## Hábitat natural
Se distribuyen por el oeste del océano Índico, más concretamente en la costa de Egipto en el mar Rojo.
Es una especie de agua marina tropical, de ambiente nerítico-pelágico con un rango de profundidad de hasta 15 metros. Su cuerpo delgado es muy adecuado para usar como refugio un tubo calcáreo de poliqueto abandonado, especialmente si la cubierta protectora es escasa. La localización más frecuente es sobre fondos de arena, aunque también en depósitos de conchas rotas y otros tipos de escombros ocasionales en medio de las praderas de pastos marinos.

## Morfología
De cuerpo muy delgado y pequeño, la longitud máxima descrita era de 3'5 cm. En la aleta dorsal tiene 9 espinas y 19 radios blandos, mientras que en la aleta anal dos espinas y 19 radios blandos.